# Kanton Herbignac
Kanton Herbignac (fr. Canton d'Herbignac) je francouzský kanton v departementu Loire-Atlantique v regionu Pays de la Loire. Tvoří ho čtyři obce.

## Obce kantonu
- Herbignac
- Assérac
- La Chapelle-des-Marais
- Saint-Lyphard